# Francis Collins
Francis Collins (n. 14 aprilie 1950), om de știință credincios în Biblie  și „creștin născut din nou”, a fost primul președinte al fundației BioLogos, poziție la care a renunțat când a devenit directorul Institutului Național de Sănătate din SUA⁠(en)[traduceți] din 17 august 2009; ulterior a demisionat din funcția de director al institutului, efectiv de la 19 decembrie 2021. Collins este membru al Academiei Pontificale de Științe. De asemenea, el a condus Proiectul „Genomul uman”.